# Theonina cornix
Theonina cornix är en spindelart som först beskrevs av Simon 1881.  Theonina cornix ingår i släktet Theonina och familjen täckvävarspindlar. Inga underarter finns listade i Catalogue of Life.